# Niofila
Niofila est une commune rurale située dans le département de Douna de la province de Léraba dans la région des Cascades au Burkina Faso.